# Patrice Lumumba
Patrice Emery Lumumba (ur. 2 lipca 1925 w Onalua, zm. 17 stycznia 1961 w Élisabethville) – kongijski urzędnik, działacz związkowy i polityk, pierwszy premier Demokratycznej Republiki Konga, pośmiertnie uznany za bohatera narodowego.

## Życiorys

### Dzieciństwo i młodość
Urodził się pod nazwiskiem Elias Okit'Asombo we wsi Onalua w prowincji Kasai na terenie Konga Belgijskiego. Syn rolników: François Tolenga Otetshima i Julienne Wamato Lomendji. Miał trzech braci rodzonych (Charles Lokolonga, Émile Kalema i Louis Onema Pene Lumumba) i jednego brata przyrodniego (Tolenga Jean). Był członkiem niewielkiej grupy etnicznej Tetela. Jego pierwotne nazwisko oznaczało „przeklętego dziedzica“ i pochodziło od słów „okitɔ“ („spadkobierca“, „następca“) i „asombó“ (przeklęci lub zaczarowani ludzie, którzy umierają szybko).
Nauki pobierał w protestanckiej szkole misyjnej. Po ukończeniu szkółki zamieszkał w Kindu-Port-Empain. Tam uczestniczył w klubie „évolués“, czyli Afrykanów wyedukowanych w zachodnim stylu. W wieku 14 lat zapisał się na kurs urzędniczy. Umożliwiło mu to w połowie lat 40. pracę najpierw jako urzędnik podatkowy lub księgowy, a następnie na poczcie w Stanleyville (obecnie Kisangani). W trakcie pracy spotkał się z dyskryminacją rasową. Publikował swoje eseje i wiersze, zyskując coraz większe uznanie. Utwory publikowały poczytne wśród „évolués“ pisma „Voix du Congolese“ i „La Croix du Congo“. W 1951 ożenił się z Pauline Opangu, małżeństwo zostało zaaranżowane przez jego ojca. Para miała jedno dziecko, syna Patrice’a.

### Początki kariery politycznej
W 1955 wybrano go przewodniczącym lokalnego związku zawodowego, a on sam przystąpił do Belgijskiej Partii Liberalnej, gdzie dystrybuował partyjną literaturę. W tym roku wziął również udział w delegacji, która przywitała w kraju króla Belgii Baldwina I Koburga, na którym zrobił dobre wrażenie. W 1956 wydał książkę „Le Congo, terre d’avenir, est-il menace?“, w której wysunął ideę „wspólnoty belgijsko-kongijskiej“ wolnej od stosowania przemocy. W tym samym roku został zaproszony do Belgii przez ministra ds. kolonii. Po powrocie do kraju został zatrzymany pod zarzutem defraudacji, której dopuścić się miał, pracując na poczcie. Wyrok (po złagodzeniu, pierwotnie stanowił dwa lata) ograniczył się do 12 miesięcy pozbawienia wolności i grzywny. Lumumba utrzymywał, że jest niewinny, i zwrócił 2500 franków, które rzekomo miał przywłaszczyć. Sprawa być może była intrygą urzędników kolonialnych, mającą uciszyć go jako działacza. Podczas pobytu w więzieniu jego rodzina utrzymywana była przez środowisko „évolués“. W 1957 został dyrektorem sprzedaży lokalnego browaru i przeprowadził się do Léopoldville (obecnie Kinszasa).

### Przewodniczący MNC
W 1958 był współzałożycielem Kongijskiego Ruchu Narodowego (MNC), którego został przewodniczącym. Partia wzywała do jedności różnych grup etnicznych, likwidacji okrucieństw systemu kolonialnego i powiązana była z ruchem panafrykańskimi. Jak pisał sam Lumumba, „zadaniem MNC jest zjednoczenie i zorganizowanie mas kongijskich w walce o poprawę ich losu, likwidację reżimu kolonialnego i wyzysku człowieka przez człowieka“. MNC nie była ruchem rewolucyjnym, a program opierała na Deklaracji Praw Człowieka Narodów Zjednoczonych i ideach pacyfistycznych. W grudniu tego roku wziął udział w konferencji działaczy niepodległościowych Afryki w Akrze. Spotkanie przekonało go do panafrykańskich poglądów. Już wówczas przyszły premier potrafił mówić w języku tetela, francuskim, suahili, lingala i luba. Po powrocie do ojczyzny w styczniu 1959 zastały go antykolonialne zamieszki. Wystąpienia spacyfikowały służby bezpieczeństwa, zabijając 200 osób. Po aresztowaniach wśród działaczy afrykańskich Lumumba chwilowo zbiegł do sąsiedniego Konga Brazzaville.
W październiku 1959 zorganizował w Stanleyville wiec. Po wiecu wybuchły spontaniczne zamieszki, w rozbiciu których zginęło 30 osób. W listopadzie został zatrzymany za podżeganie do rozruchów. Skazano go na pół roku więzienia. Za kratami spędził trzy miesiące. Wypuszczono go w ramach przygotowań do belgijsko-kongijskiej konferencji okrągłego stołu.

### Premier Konga
W brukselskiej konferencji w styczniu 1960 opowiedział się za utworzeniem niepodległego i niesfederalizowanego Konga. W maju odbyły się w Kongu wybory parlamentarne zakończone sukcesem MNC, który to zdobył 25% głosów. Po wyborach Lumumba został premierem, z kolei Joseph Kasavubu prezydentem.
Niepodległość oficjalnie przyznana została 30 czerwca 1960. W swoim antykolonialnym przemówieniu z okazji nadania niepodległości premier ogłosił, że zdobyto ją dzięki walce Afrykanów, a nie z łaski metropolii. Kłopoty nowego państwa zaczęły się bardzo szybko. W lipcu 1960 niepodległość od Konga ogłosiła Katanga, prowincja bogata w surowce mineralne. Separatystów wsparły lokalne belgijskie koncerny wydobywcze i wojskowi chcący podkopać pozycję Lumumby i zdestabilizować państwo. Premier, chcąc ustabilizować sytuację, zwrócił się o pomoc wojskową do ONZ. Pomoc była niewystarczająca, przez co rząd zwrócił się do Związku Radzieckiego (podkreślając przy tym, że nie jest komunistą, a afrykańskim nacjonalistą). Niezadowolony z radzieckiej pomocy prezydent Kasavubu zdymisjonował Lumumbę we wrześniu 1960. Akt prawny, którym posłużyła się głowa państwa, był wątpliwy, jeśli chodzi o legalność. Prezydent przeprowadził dymisję pod naciskiem CIA. Lumumba, ratując się, próbował obalić Kasavubu. Spór między przywódcami zakończył się 14 września 1960, kiedy pułkownik Joseph Mobutu, poparty przez prezydenta, obalił premiera w wojskowym zamachu stanu.

### Okoliczności śmierci
Po przewrocie Lumumba znalazł się w areszcie domowym w rezydencji premiera państwa, chroniony przez siły ONZ, otoczone żołnierzami wiernymi Mobutu, którzy zapobiegali jego ucieczce. Mobutu ogłosił, że premier będzie sądzony za próbę wzniecenia buntu w armii i inne przestępstwa. Aresztowanie premiera wzbudziło sprzeciw ZSRR. CIA obawiało się powrotu Lumumby do władzy i planowało jego zabójstwo. Podczas narady u prezydenta Eisenhovera szef CIA Allen Dulles stwierdził, że Lumumba pozostaje zagrożeniem, dopóki nie uda się go pozbyć. Plany zabicia Lumumby rozważali również Belgowie.
Przedstawiciele ONZ ostrzegali Lumumbę, że mogą go chronić jedynie na terenie rezydencji premiera. Pomimo ostrzeżeń polityk opuścił jednak swoją kwaterę 27 listopada 1960, planując udać się do Stanleyville, miasta, gdzie miał licznych zwolenników. 1 grudnia 1960 został aresztowany w Port Francqui i przewieziony do Leopoldville. Jego zwolennicy w Stanleyville ogłosili powstanie własnego państwa i powołanie własnej, niezależnej od stolicy armii. Zaapelował do ONZ o pomoc, lecz siły organizacji odrzuciły jego apel. Przywódca został przewieziony do Leopoldville, gdzie wojskowi bili go i upokarzali w obecności dyplomatów i dziennikarzy.
Początkowo umieszczony w więzieniu wojskowym w Thysville. Po buncie personelu wojskowego przeniesiono go do więzienia w Jadotville, w Katandze. Przenosiny odbyły się pod auspicjami Belgii. W znajdującej się pod kontrolą separatystów Katandze premiera spotkały dalsze upokorzenia. Był on bity przed kamerami telewizyjnymi. Według ustaleń holenderskiego dziennikarza Ludo De Witte, 17 stycznia 1961 Lumumba został przewieziony do lasu w okolicy Elisabethville w towarzystwie przywódcy separatystów z Katangi Moïse Tshombe, trzech belgijskich policjantów i belgijskiego komisarza policji Fransa Verscheure. Lumumba został rozstrzelany przez grupę żołnierzy pod nadzorem belgijskiego oficera.
Zabójstwo Lumumby wywołało ogromne oburzenie i masowe protesty na całym świecie. Belgia początkowo negowała swój udział w zabójstwie, w 2001 jednak rząd oficjalnie przyznał się do odpowiedzialności.
W 1966 prezydent Mobutu uznał go pośmiertnie za bohatera narodowego.

## Upamiętnienie w Polsce
W Polsce Patrice Lumumba został upamiętniony w okresie PRL nazwami ulic w Bytomiu (obecnie ul. Rydza-Śmigłego), Gdańsku (obecnie ulica Jagiellońska), Łodzi (ulica Lumumby), Olsztynie (obecna ulica Radiowa), Otwocku (obecnie ulica Johna Lennona), Poznaniu (ulica w dzielnicy Świerczewo), Warszawie (część północna – obecnie ulica Płocka), Wrocławiu (obecnie ulica Marcina Bukowskiego) i Żarach (obecnie ulica Wileńska).